# 복 (비도적중위)
복(福, ? ~ ?)은 전한의 초기의 관료이다. '복'은 이름자로, 성씨는 알 수 없다.

## 행적
전한 문제 6년(기원전 174년), 회남왕이 시기(柴奇)와 함께 반란을 꾀하다가 발각되었다. 결국 회남왕은 문초를 받았는데, 비도적중위(備盜賊中尉) 복은 문초 후 승상 장창 · 전객 풍경 · 종정 유일 · 정위 하 등과 함께 문제에게 회남왕의 죄가 사형에 해당함을 아뢰었다. 문제는 회남왕을 다시 문초하게 하였으나 똑같은 결과가 나왔는데, 끝내 문제는 회남왕의 목숨을 살려주는 대신 봉국을 빼앗고 촉(蜀) 땅으로 유배시켰다.
복은 오로지 《사기》 권118에만 등장하며, 《한서》 권19에서 다룬 역대 중위의 명단에서도 누락되어 있다.

## 출전
- 사마천, 《사기》 권118 회남형산열전

| 전임 영상? 당려? | 전한의 중위 (기원전 174년 당시) | 후임 주사 |